# Pematang Jaya (Rengat Barat)
Pematang Jaya is een bestuurslaag in het regentschap Indragiri Hulu van de provincie Riau, Indonesië. Pematang Jaya telt 3174 inwoners (volkstelling 2010).